# Rather Be Alone
«Rather Be Alone» — песня немецкого диджея Робина Шульца, греческого диджея Ника Мартина и американского певца Сэма Мартина. Он был выпущен 13 сентября 2019 года на лейбле Warner Germany. Помощники продюсера состоят из немецкой группы Junkx и американской группы The Monsters & Strangerz.

## Предыстория
Робин Шульц и Ник Мартин уже работали вместе над несколькими проектами. Во-первых, это было в 2017 году, когда Ник Мартин сделал ремикс на песню Робина Шульца «I Believe I’m Fine». Греческий диджей и продюсер также выступал на сцене Robin & Friends’ Tomorrowland в 2019 году. За несколько дней до релиза Робин Шульц использовал социальные сети, чтобы намекнуть на эту песню. 11 сентября он опубликовал следующее сообщение: «coming soon… #chapter2», ссылаясь на этот трек и на первую главу, в которой разрабатывается его предыдущий сингл «All This Love», который был выпущен в мае 2019 года. За день до этого он указал, что эта вторая глава выйдет 13 сентября.

## Отзывы
В песне присутствует вокал Сэма Мартина о невзаимной любви мужчины к женщине своей мечты. По словам Филиппа Крессмана из Westdeutscher Rundfunk, «Rather Be Alone» направляется на дискотеку и имеет некоторые латунные вибрации. Он добавил, что комбо «звучит намного попнее, чем последние треки [Робина Шульца], и напоминает весёлые мелодии Алле Фарбена или Феликса Йена». Немецкий журнал Klatsch Tratsch отметил, что она имеет влияние диско, с новой стороны, из-за наличия «поркного грува с фанковой латунью, тускими фортепианными вибрациями и вокальным голосом Сэма Мартина». Его вокал также сравнивали с британско-австралийской поп-рок-группой The Bee Gees в период их расцвета. Аналогичным образом это сравнение провёл Пшемыслав Кокот из польского музыкального портала Wyspa. Он отметил наличие звуков диско в номере, с «пульсирующим грувом с фанковыми трубами, тяжёлым фортепианным звуком и вокалом Сэма Мартина». Венгерский сайт Zene назвал песню головокружительной, а также отметил слияние элементов данс-попа и диско-сенсации 70-80-х годов.

## Музыкальное видео
В тот же день релиза Робин Шульц опубликовал официальное лирическое видео сингла. Затем 7 октября было выпущено официальное музыкальное видео на песню на его YouTube-канале с участием немецкой модели Тони Гаррн и шотландской группы «The Electrics». Клип является продолжением истории, которая началась в первой главе «All This Love». Он показывает, как диджей становится аватаром в компьютерном симуляторе и встречает аватар немецкой модели. Вместе они соревнуются с компьютерными противниками в танцевальном соревновании. Чтобы способствовать присутствию Тони Гаррн, Робин Шульц сказал через Instagram: «С гордостью сообщаю, что @tonigarrn хочет сняться в моем новом музыкальном видео!» Она прокомментировала его пост, введя следующее сообщение: «Не могу дождаться, чтобы увидеть». Сотрудничество между двумя людьми было потом объяснено диджеем. Он долго искал подходящий кастинг со своим продюсером, который попросил модель появиться в другом проекте. Шульц подумал, что это может быть хорошей идеей, и именно так произошло их сотрудничество. Они встретились на съёмках, и Робин Шульц, по его словам, сразу же понял её.
Шульц признался немецкой газете Hamburger Morgenpost, что хочет создать что-то оригинальное, по крайней мере, в Германии. Во время съёмок видео его тело было сфотографировано сотнями камер, отсканировано на 360 градусов, чтобы снимать каждый угол. Ему было приказано не переезжать, и в результате он считал, что это довольно долго, но довольно смешно. Диджей описал Тони Гаррн как «высокопрофессиональную», с «очень приятной личностью» и отметил, что она «прекрасно вписывается в сюжет».
Видео также знаменует собой первое в мире музыкальное видео, которое было полностью выпущено игровым движком Unreal. Он был спродюсирован в сотрудничестве с A Current State, компанией звёздного оператора и режиссёра Роберта Вунша, с Mimic Productions, основатель которой когда-то разработал Face Motion Capturing для кинохита «Аватар».

## Список композиций
| №  | Название                              | Длительность |
| -- | ------------------------------------- | ------------ |
| 1. | «Rather Be Alone»                     | 2:51         |
| 2. | «All This Love» (featuring Harlœ)     | 2:44         |
| 3. | «Speechless» (featuring Erika Sirola) | 3:34         |

| №  | Название                               | Длительность |
| -- | -------------------------------------- | ------------ |
| 1. | «Rather Be Alone» (Madison Mars Remix) | 2:54         |

| №  | Название                          | Длительность |
| -- | --------------------------------- | ------------ |
| 1. | «Rather Be Alone» (Redondo Remix) | 2:52         |

## Участники записи
По данным Tidal.
- Робин Шульц — продюсер, композитор, слова, клавишные, программирование
- Ник Мартин — продюсер, композиция, слова, клавишные
- Сэм Мартин — композитор, слова, вокал
- Даниэль Дайманн — композитор, слова, клавишные, программирование
- Деннис Бирбродт — продюсер, композитор, слова, клавишные, программирование, инжиниринг, микширование
- Гвидо Крамер — продюсер, композитор, слова, клавишные, программирование, проектирование, сведение
- Исидорос Килоудис — композитор, слова, клавишные, программирование
- Джейсон Эвиган — композитор, слова
- Джордан Джонсон — композитор, слова, продакшн
- Юрген Дор — продюсер, композитор, слова, программирование, инженерия, сведение
- Маркус Ломакс — композитор, слова, продюсер
- Шон Дуглас — композитор, слова
- Стефан Дабрук — композитор, слова
- Стефан Джонсон — композитор, слова, продакшн
- Шейн Кайру — композитор, слова
- Ленни Кинг’ори — композитор, слова
- Джаугез Фон Рубикскс — композитор, слова
- Спакс Ди Гениус — композитор, слова
- Александр Искьердо — продюсер
- Кларенс Коффи мл. — продюсер

## Чарты
| Чарт (2019)                       | Высшая позиция |
| --------------------------------- | -------------- |
| Бельгия/Фландрия (Ultratop Dance) | 37             |
| Croatia Airplay (HRT)             | 80             |